# Houthalen-Helchteren
Houthalen-Helchteren (lim. Hôtele-Helichtre) – miejscowość i gmina (gemeente) w Belgii, w Regionie Flamandzkim, w prowincji Limburgia, w okręgu Maaseik. 1 stycznia 2024 liczyła 30 896 mieszkańców. 

## Podział administracyjny
W skład gminy wchodzą dwie dzielnice (deelgemeente):
- Helchteren
- Houthalen

## Historia
Pierwsze wzmianki o gminie pochodzą z 1117 roku, gdzie występowała pod nazwą Hallu; od XIII wieku już jako Hale. Obszar należał do hrabstwa Loon. W XIV wieku Houthalen został przyłączony do Vogelsanck. Do 1977 roku Houthalen i Helchteren funkcjonowały jako dwie odrębne gminy.

## Demografia
- Źródła:NIS, :od 1806 do 1981= według spisu; od 1990 liczba ludności w dniu 1 stycznia

1 stycznia 2024 całkowita populacja Houthalen-Helchteren liczyła 30 896 osób. Łączna powierzchnia gminy wynosi 78,23 km², co daje gęstość zaludnienia 395 mieszkańców na km².